# Jane Davidson
Jane Davidson (Birmingham, 19 de marzo de 1957) es una política británica que fue miembro del Partido Laborista en la Asamblea Nacional de Gales, electa por Pontypridd como Ministra de Medio Ambiente, Sostenibilidad y Vivienda en el Gobierno de Gales. También fue la Vicepresidenta galesa de la asociación Ramblers, puesto del que se retiró cuando fue elegida como Ministra en 2007. En 2008 anunció que no se volvería a presentar para la reelección hacia la asamblea en 2011.

## Carrera profesional
Antes de su paso por la Asamblea de Gales, fue miembro del Ayuntamiento de la ciudad de Cardiff. En la asamblea, fue la ministra de Medio Ambiente, Sostenibilidad y Vivienda entre 2007 y 2011. Davidson fue la responsable en el Gobierno de Gales de hacer del desarrollo sostenible como su principio central en la organización. Antes de ocuparse de este ministerio fue Ministra de educación y aprendizaje permanente. Fue la encargada de introducir el nuevo curso de inicio entre las edades de 3 a 7 años, el bachillerato galés y la asignatura de educación para el desarrollo sostenible y la ciudadanía global.
En 2011, después de su carrera como ministra se mudó al oeste de Gales, Davidson tomó el mando del Instituto Galés para la Sostenibilidad como directora, ubicado en la University Trinity St. David, donde se intenta introducir el concepto de sostenibilidad en la experiencia de cada estudiante desde 2013.

## Contribuciones a la política pública
Davidson fue la tercera persona ambientalista más influyente en el Reino Unido para The Independient on Sunday en 2009, y fue el número uno y dos en la Resource magazine en 2009 y 2010 por su trabajo en residuos. Davidson ha sido reconocida con la beca honorífica del Chartered Institute of Waste (CIW), y es miembro del consejo de Embajadores Globales del World Wildlife Fund en Reino Unido. Formó parte del jurado en los Green Awards en 2011 y es miembro del equipo Telegraph's summit escribiendo sobre economía verde en la carrera hacia Río+20.